# 張果老
張果老，本名张果，号通玄先生，是唐代一位精通服气，修炼内丹的道士，中唐以后，逐渐被神化，后来成为民间神话中的八仙之一，被称为张果老。

## 生平
据记载，張果老是唐朝人；他的故事最早见于《明皇杂录》卷下：“张果者，隐于恒州条山。常往来汾晋间，时人传有长年秘术，……唐太宗、高宗屡征之不起，则天召之出山，佯死于妒女庙前。……后有人于恒州山中复见之。” ；生平又见于《大唐新语》卷10，《新唐书·张果传》乃至於《资治通鉴》卷214开元二十二年載“方士张果自言有神仙术……”，基本均取材于此。
武则天曾谴使欲召见之，即佯死；后人又见到他居于恒州山中，常倒骑白驴，日行数万里，休息时候又将毛驴折叠藏于巾箱；他曾被唐玄宗召见至京师，演出种种法术，授以光禄大夫，赐号通玄先生。
張果声称自己非常长寿，时间大约在唐高宗到唐玄宗时期。《通鉴》更記載张果自稱尧时为侍中，到唐玄宗時已三千多岁。

## 主要思想
張果内外丹兼修，但以内丹修炼为主。他分内丹为三品，以九转大还丹为上品。并且总结出九转大还丹有九要，依此而行，可以得道。此说与司马承祯的坐忘相通。此外他提出性命双修，被认为是宋元内丹学的先驱。

## 著作
- 《道藏》中收有張果著《太上九要心印妙经》
- 《云笈七签》
  - 卷59有《张果先生服气法》
- 《内丹秘诀》收《金虎白龙诗》
- 《全唐文》卷923收《道体论序》、《太上九要心印妙经序》
- 《正統道藏》收其《玉洞大神丹砂真要訣》

其他还有据说为張果所著的《道体论》、《三元论旨·道宗章》
- 《果老星宗》，李憕文字整理，記載李憕與張果老問答對話，內容為用七政四餘推人祿命之術。然而有關張果老的早期記載僅提及他「跡仙髙尚，心入窅冥」（《續仙傳》），或演示「仙家變幻之術」（《大唐新語》），至《太平廣記》皆不稱其會用星象推人祿命。直至後世才有星命家稱其術出自張果老，蓋為依託。《四庫全書總目提要》謂：「考明皇雜録載果多神怪之迹，不言其知禄命，獨是編以五星推命之學依托于果術者，遂以果老五星自名」。

## 神话形象

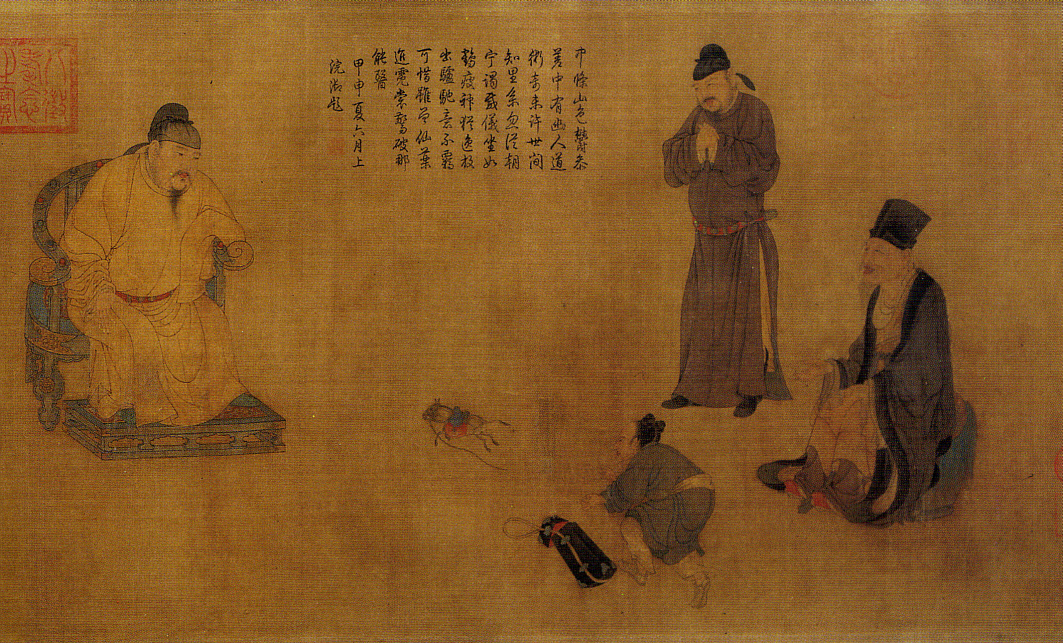
張果见明皇

他的典型形象是倒骑一头白驴。据说这头白驴，日行千里，不用吃也不用喝。休息时把它折叠起来，要乘坐时对它吹口气，又变成了驴子。

### 年龄
根据开元二十三年《唐玄宗敕封仙人张果记》记载：“仙翁张姓果名，邢州广宗人也。”邢州广宗，在今河北广宗、威县一带，《史记》记载其为沙丘地，西汉后期建广宗国始用广宗之名，后历经广宗国、广宗郡、广宗县，到601年为避隋太子杨广之“广”字之讳，乃更名为宗城县。由此可见，张果老当在杨广被立为太子之前（广宗更名为宗城之前）出生，即最迟在公元601年出生。而邢州之名是在开皇十六年（公元596年）由襄国郡改名邢州的，在公元607年又复改襄国郡，由此得知，张果老出生年限当在公元596年至公元601年之间。
而《唐玄宗敕封仙人张果记》记载到“开元二十三年......玄宗......遣通士舍人裴晤驰驲迎之，肩舆入宫，果试仙术”。可见开元二十三年张果老还在世，该碑文是开元二十三年篆刻的，而记载之事也发生在开元二十三年，由此推断，张果老仙逝之时间当在开元二十三年（公元735年）。
可以推断张果老的年龄，从公元596年至公元601年之间到公元735年（大概活了134岁到139岁）之间，《顺德府志》记载的张果老为139岁左右。

## 影視作品

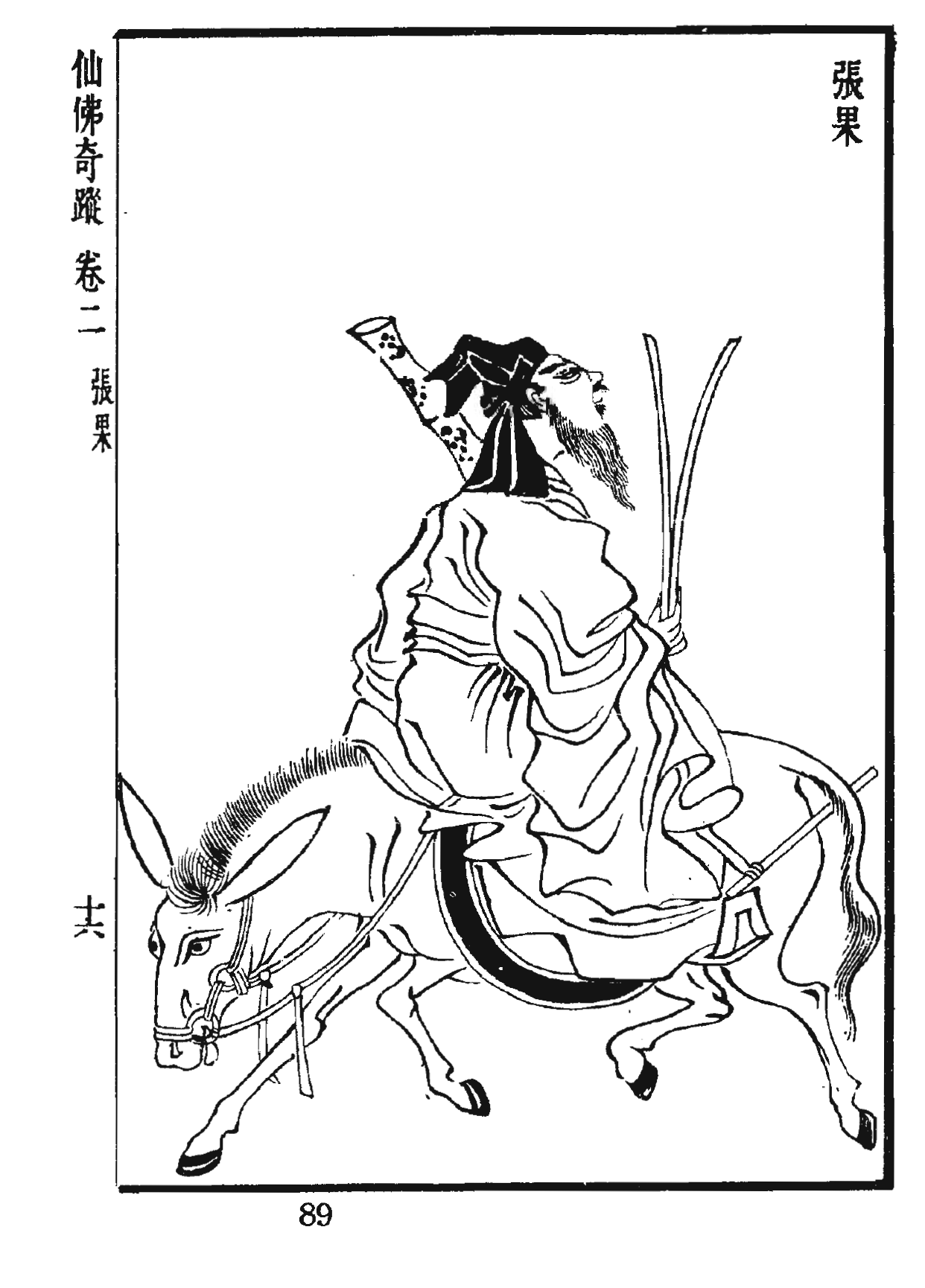
張果

- 1976年大陸版戲曲電影《八仙过海》：肖润年饰张果老
- 1985年香港版ATV電視劇《八仙过海》：梁漢威饰张果老
- 1985年香港版TVB電視劇《杨家将》：鮑方饰张果老
- 1985年大陸版電影《八仙的传说》：袁之遠饰张果老
- 1993年香港版電影《笑八仙》：鄭丹瑞饰张果老
- 1996年香港版TVB電視劇《西游记》：李海生饰张果老
- 1998年新加坡版電視劇《东游记》：凌霄饰张果老
- 1998年香港版TVB電視劇《西遊記（貳）》：李海生饰张果老
- 2002年大陸版電視劇《笑八仙之素女的故事》：曹江成饰张果老
- 2006年大陸版電視劇《八仙传奇》：阚水源饰张果老
- 2008年大陸版電視劇《八仙全传》：陳大偉饰张果老
- 2011年大陸版電視劇《碧波仙子》：赵铁人饰张果老
- 2014年大陸版電視劇《劍俠》：王春元饰张果老
- 2014年大陸版電視劇《蓬萊八仙》：郭九龍饰张果老
- 2016年大陸版電視劇《仙班校园》：王程饰张果老
- 2018年大陸版電視劇《小戏骨：八仙过海》：夏澤宇饰张果老

## 延伸阅读
[在维基数据编辑]
 在维基文库阅读此作者作品（ 在维基共享资源阅览影像）
 《舊唐書·卷191》，出自刘昫《舊唐書》